# Frank McNamara
Frank X. McNamara († vor 1981) war ein US-amerikanischer Unternehmer und Gründer des Unternehmens Diners Club. Er gilt als Erfinder der Kreditkarte.

## Leben
McNamara gründete gemeinsam mit Ralph Schneider das Unternehmen Diners Club. Der Entstehungsgeschichte zufolge hatte McNamara 1949 bei einem Abendessen mit Kunden seine Brieftasche vergessen, woraufhin seine Frau die Rechnung übernehmen musste. Dann kam ihm die Idee einer Bezahlkarte um ähnliche Situationen in Zukunft zu vermeiden. Am 28. Februar 1950 kam die erste Diners Card auf den Markt. 1952 half ihm Alfred Bloomingdale bei der Finanzierung seines Unternehmens. McNamara war verheiratet. 1952 erwirtschaftete Diners Card sechs Millionen Dollar Jahresumsatz. Im selben Jahr verkaufte McNamara seinen Anteil an Bloomingdale.